# Gorodenské knížectví
Gorodenské neboli Grodenské knížectví (rusky Городенское княжество) bylo středověké ruské knížectví Kyjevské Rusi s hlavním městem Grodno. Vzniklo v 11. nebo 12. století a zaniklo ve století čtrnáctém, kdy se rozpadlo na apanáže Novogrodek a Volkovskij, které z neznámých příčin připadly ve čtyřicátých letech 13. století pod kontrolu litevských velkoknížat, ale nebyly to jediné útvary ruských knížectví, které podlehly vzrůstající litevské expanzi. Brzy se Litva rozrostla o další ruská území a v 15. století byla největším státním útvarem v Evropě.
Přesné datum vzniku Gorodenského knížectví je předmětem dohadů. Soudí se, že vzniklo odtržením se od Polockého knížectví snad v roce 1084, nicméně Grodno je poprvé zmíněno až ve starých kronikách 12. století pod rokem 1127 až 1128, a to v souvislosti se spoluúčastí místního knížete Vsevoloda na vojenském tažení kyjevského knížete Mstislava Velikého proti Polockému knížectví.